# Tournoi de clôture du championnat de Colombie de football 2005
Navigation
Tournoi précédent Tournoi suivant
Le tournoi de clôture de la saison 2005 du Championnat de Colombie de football est le deuxième tournoi de la cinquante-huitième édition du championnat de première division professionnelle en Colombie. 
Les dix-huit meilleures équipes du pays disputent le championnat semestriel qui se déroule en deux phases :
- lors de la phase régulière, les équipes s'affrontent une fois plus une rencontre face à une autre formation du même secteur géographique.
- les huit premiers du classement disputent la phase finale (deux poules de quatre équipes), dont les deux vainqueurs se rencontrent lors de la finale nationale pour le titre.

La relégation est décidée en faisant la moyenne des points obtenus lors des trois dernières saisons (à savoir 2003, 2004 et 2005). Le dernier de ce classement cumulé est relégué et remplacé par le champion de Copa Aguila, la deuxième division colombienne.
C'est le Deportivo Cali qui remporte le tournoi, après avoir battu en finale le Real Cartagena. C'est le huitième titre de champion de l'histoire du club.

## Qualifications continentales
Le vainqueur du tournoi Clôture se qualifie pour la phase de groupes de la prochaine édition de la Copa Libertadores. Un classement cumulé des tournois Ouverture et Clôture offre une autre place à la meilleure équipe non encore qualifiée (la troisième place est détenue par le vainqueur du tournoi Ouverture) et deux places aux deux équipes suivantes.

## Les clubs participants
| - Independiente Santa Fe - CD Los Millonarios - Real Cartagena - Deportes Tolima - Once Caldas - Independiente Medellin - Real Cartagena - Deportivo Pasto - Deportes Quindio | - Atlético Nacional - Atlético Huila - América de Cali - Atlético Bucaramanga - Deportivo Pereira - Unión Magdalena - Deportivo Cali - Atlético Junior - Envigado FC |

## Compétition
Le barème utilisé pour établir l'ensemble des classements est le suivant :
- Victoire : 3 points
- Match nul : 1 point
- Défaite : 0 point

### Phase régulière
| Rang | Équipe                 | Pts | J  | G | N | P  | Bp | Bc | Diff |
| ---- | ---------------------- | --- | -- | - | - | -- | -- | -- | ---- |
| 1    | Deportivo Cali         | 30  | 18 | 8 | 6 | 4  | 30 | 23 | +7   |
| 2    | Independiente Medellín | 29  | 18 | 9 | 2 | 7  | 28 | 23 | +5   |
| 3    | América de Cali        | 29  | 18 | 9 | 2 | 7  | 24 | 20 | +4   |
| 4    | Deportivo Pereira      | 29  | 18 | 9 | 2 | 7  | 27 | 26 | +1   |
| 5    | Atlético Junior        | 29  | 18 | 9 | 2 | 7  | 22 | 27 | -5   |
| 6    | Real Cartagena         | 29  | 18 | 8 | 5 | 5  | 26 | 19 | +7   |
| 7    | Once Caldas            | 29  | 18 | 8 | 5 | 5  | 25 | 21 | +4   |
| 8    | Independiente Santa Fe | 29  | 18 | 8 | 5 | 5  | 20 | 17 | +3   |
| 9    | Atlético Bucaramanga   | 27  | 18 | 7 | 6 | 5  | 24 | 16 | +8   |
| 10   | Deportes Tolima        | 27  | 18 | 8 | 3 | 7  | 24 | 18 | +6   |
| 11   | Atlético NacionalT     | 26  | 18 | 6 | 8 | 4  | 22 | 16 | +6   |
| 12   | Deportivo Pasto        | 25  | 18 | 7 | 4 | 7  | 20 | 18 | +2   |
| 13   | Deportes Quindío       | 25  | 18 | 7 | 4 | 7  | 18 | 19 | -1   |
| 14   | CD Los Millonarios     | 24  | 18 | 7 | 3 | 8  | 22 | 21 | +1   |
| 15   | Envigado FC            | 21  | 18 | 5 | 6 | 7  | 20 | 22 | -2   |
| 16   | Atlético Huila         | 16  | 18 | 4 | 4 | 10 | 18 | 32 | -14  |
| 17   | Boyacá Chicó           | 15  | 18 | 3 | 6 | 9  | 12 | 24 | -12  |
| 18   | Unión Magdalena        | 7   | 18 | 0 | 7 | 11 | 15 | 35 | -20  |

|  | Qualification pour la phase finale |

### Phase finale

#### Demi-finales
Groupe A :
| Rang | Équipe          | Pts | J | G | N | P | Bp | Bc | Diff |  | Résultats (▼ dom., ► ext.) | DCa | Jun | OCa | ACa |
| ---- | --------------- | --- | - | - | - | - | -- | -- | ---- |  | -------------------------- | --- | --- | --- | --- |
| 1    | Deportivo Cali  | 11  | 6 | 3 | 2 | 1 | 10 | 6  | +4   |  | Deportivo Cali             |     | 2-0 | 3-1 | 0-0 |
| 2    | Atlético Junior | 10  | 6 | 3 | 1 | 2 | 7  | 8  | -1   |  | Atlético Junior            | 3-2 |     | 1-0 | 2-1 |
| 3    | Once Caldas     | 6   | 6 | 2 | 0 | 4 | 7  | 9  | -2   |  | Once Caldas                | 0-1 | 2-0 |     | 2-1 |
| 4    | América de Cali | 6   | 6 | 1 | 3 | 2 | 8  | 9  | -1   |  | América de Cali            | 2-2 | 1-1 | 3-2 |     |

Groupe B :
| Rang | Équipe                 | Pts | J | G | N | P | Bp | Bc | Diff |  | Résultats (▼ dom., ► ext.) | Car | Med | SFe | Per |
| ---- | ---------------------- | --- | - | - | - | - | -- | -- | ---- |  | -------------------------- | --- | --- | --- | --- |
| 1    | Real Cartagena         | 10  | 6 | 3 | 1 | 2 | 9  | 6  | +3   |  | Real Cartagena             |     | 1-0 | 4-0 | 3-2 |
| 2    | Independiente Medellin | 10  | 6 | 3 | 1 | 2 | 9  | 7  | +2   |  | Independiente Medellin     | 2-0 |     | 0-2 | 2-1 |
| 3    | Independiente Santa Fe | 8   | 6 | 2 | 2 | 2 | 6  | 8  | -2   |  | Independiente Santa Fe     | 1-1 | 1-1 |     | 2-1 |
| 4    | Deportivo Pereira      | 6   | 6 | 2 | 0 | 4 | 8  | 11 | -3   |  | Deportivo Pereira          | 1-0 | 2-4 | 1-0 |     |

#### Finale
| Équipe 1       | Résultat | Équipe 2       | Aller | Retour |
| -------------- | -------- | -------------- | ----- | ------ |
| Real Cartagena | 0 - 3    | Deportivo Cali | 0 - 2 | 0 - 1  |

### Classement cumulé 2005
| Rang | Équipe                 | Pts | J  | G  | N  | P  | Bp | Bc | Diff |
| ---- | ---------------------- | --- | -- | -- | -- | -- | -- | -- | ---- |
| 1    | Atlético NacionalOuv   | 80  | 44 | 21 | 17 | 6  | 71 | 41 | +30  |
| 2    | Independiente Santa Fe | 78  | 50 | 21 | 15 | 14 | 54 | 48 | +6   |
| 3    | Deportivo CaliClo      | 75  | 50 | 20 | 15 | 15 | 73 | 59 | +14  |
| 4    | Independiente Medellín | 72  | 48 | 22 | 6  | 20 | 70 | 68 | +2   |
| 5    | Deportes Tolima        | 67  | 42 | 18 | 13 | 11 | 58 | 41 | +17  |
| 6    | Once Caldas            | 64  | 48 | 16 | 16 | 16 | 59 | 57 | +2   |
| 7    | Atlético Junior        | 64  | 42 | 19 | 7  | 16 | 55 | 58 | -3   |
| 8    | Real Cartagena         | 63  | 44 | 18 | 9  | 17 | 53 | 48 | +5   |
| 9    | Envigado FC            | 59  | 42 | 15 | 14 | 13 | 62 | 52 | +10  |
| 10   | América de Cali        | 59  | 42 | 16 | 11 | 15 | 56 | 55 | +1   |
| 11   | Deportivo Pasto        | 51  | 36 | 13 | 12 | 11 | 42 | 39 | +3   |
| 12   | Deportivo Pereira      | 51  | 42 | 13 | 10 | 19 | 50 | 59 | -9   |
| 13   | Atlético Huila         | 49  | 42 | 12 | 13 | 17 | 44 | 56 | -12  |
| 14   | Atlético Bucaramanga   | 47  | 36 | 12 | 11 | 13 | 38 | 34 | +4   |
| 15   | CD Los Millonarios     | 45  | 36 | 11 | 12 | 13 | 47 | 54 | -7   |
| 16   | Deportes Quindío       | 41  | 36 | 11 | 8  | 17 | 32 | 51 | -19  |
| 17   | Boyacá Chicó           | 37  | 36 | 9  | 10 | 17 | 30 | 43 | -13  |
| 18   | Unión Magdalena        | 23  | 36 | 4  | 11 | 21 | 26 | 57 | -31  |

|  | Qualification pour la Copa Libertadores 2006 (vainqueur d'un tournoi) |
|  | Qualification pour la Copa Libertadores 2006                          |
|  | Qualification pour la Copa Sudamericana 2006                          |
|  | Relégation directe en Copa Premier                                    |

- L'Unión Magdalena est reléguée car elle possède la moins bonne moyenne de points sur les trois dernières saisons.

## Bilan de la saison
| Championnat de Colombie de football 2005 |                           |
| Champion                                 | Deportivo Cali (8e titre) |
| Qualifications continentales             |                           |
| Copa Libertadores 2006                   | Deportivo Cali            |
| Copa Libertadores 2006                   | Independiente Santa Fe    |
| Copa Sudamericana 2006                   | Independiente Medellin    |
| Copa Sudamericana 2006                   | Deportes Tolima           |
| Promotions et relégations                |                           |
| Promus en Copa Mustang                   | Cucuta Deportivo          |
| Relégués en Copa Premier                 | Unión Magdalena           |